# Сэм Лейк
Са́ми А́нтеро Я́рви (фин. Sami Antero Järvi; род. 28 марта 1970), более известный под псевдонимом Сэм Лейк (англ. Sam Lake) — финский сценарист компьютерных игр, работавший над рядом игр студии Remedy Entertainment. Петри Ярвилехто, друг Сэма Лейка и основатель Remedy, попросил его поработать над сценарием игры Death Rally. В дальнейшем Сэм Лейк работал над сценариями и к другим играм Remedy — Max Payne, Max Payne 2: The Fall of Max Payne, Alan Wake, Quantum Break, Control и Alan Wake 2. Сэм также пробовал себя в качестве детского писателя — из-под его пера в свет вышла книга «Милла Марбл и тайна пропавшей бабушки». Внешность героя Макса Пэйна в первой игре одноимённой серии смоделирована по образу и подобию Лейка.

## Карьера

### Работа над серией Max Payne

Макс Пэйн в игре

Лейк не только написал сценарий для Max Payne, но и помогал в дизайне уровней, и дал внешность главному герою игры. Сэм Лейк также играл Макса и в катсценах, стилизованных под графические новеллы, так как бюджет не позволял нанять профессиональных актёров. Как результат, Лейк и сотрудники Remedy сами сыграли всех персонажей игры.
Сэм Лейк также написал сценарий и для сиквела, однако, благодаря возросшему бюджету игры, смог отказаться от роли Макса, и Remedy в ходе обширного кастинга подобрала актёра Тимоти Гиббса. Несмотря на то, что Сэм Лейк на этот раз не исполнял роль Макса, его лицо можно встретить и в этой части игры. Джон Мирра, персонаж телешоу «Адрес неизвестен», полностью срисован с первого Пэйна. Крупным планом лицо Сэма Лейка расположено над входом в павильон ужасов. Также Сэма Лейка можно увидеть в роли Лорда Валентина, его матери в сериале Lords & Ladies и Дика Джастиса в Dick Justice.
The Fall of Max Payne содержит одну лицензированную песню «Late Goodbye» финской рок-группы Poets of the Fall. Она была создана солистом группы Марко Сааресто, которому Сэм Лейк однажды прислал своё стихотворение, написанное совсем недавно, и сказал, чтобы он использовал образы, навеянные им, для написания текста песни. Кроме того, в сиквеле Сэм вписал самого себя во вселенную игры под псевдонимом Сэмми Уотерс (англ. Sammy Waters), что является каламбуром, основанным на имени самого Сэма (Lake с английского — озеро, Waters — во́ды).
Сэм Лейк принял участие и в создании экранизации игры 2008 года, однако, как заявлял годами позже, студия практически не участвовала в создании фильма, а сам он чувствовал себя «отстранённым» от него и процесса его создания.
После покупки прав на серию студией Rockstar Games, к процессу создания триквела был привлечён как Лейк, так и команда студии Remedy в качестве консультантов. Сам Сэм также поучаствовал в написании мини-серии комиксов, которые выступили в качестве связующего звена между второй и третьей играми, таким образом окончательно передав бразды правления серией Rockstar Games.

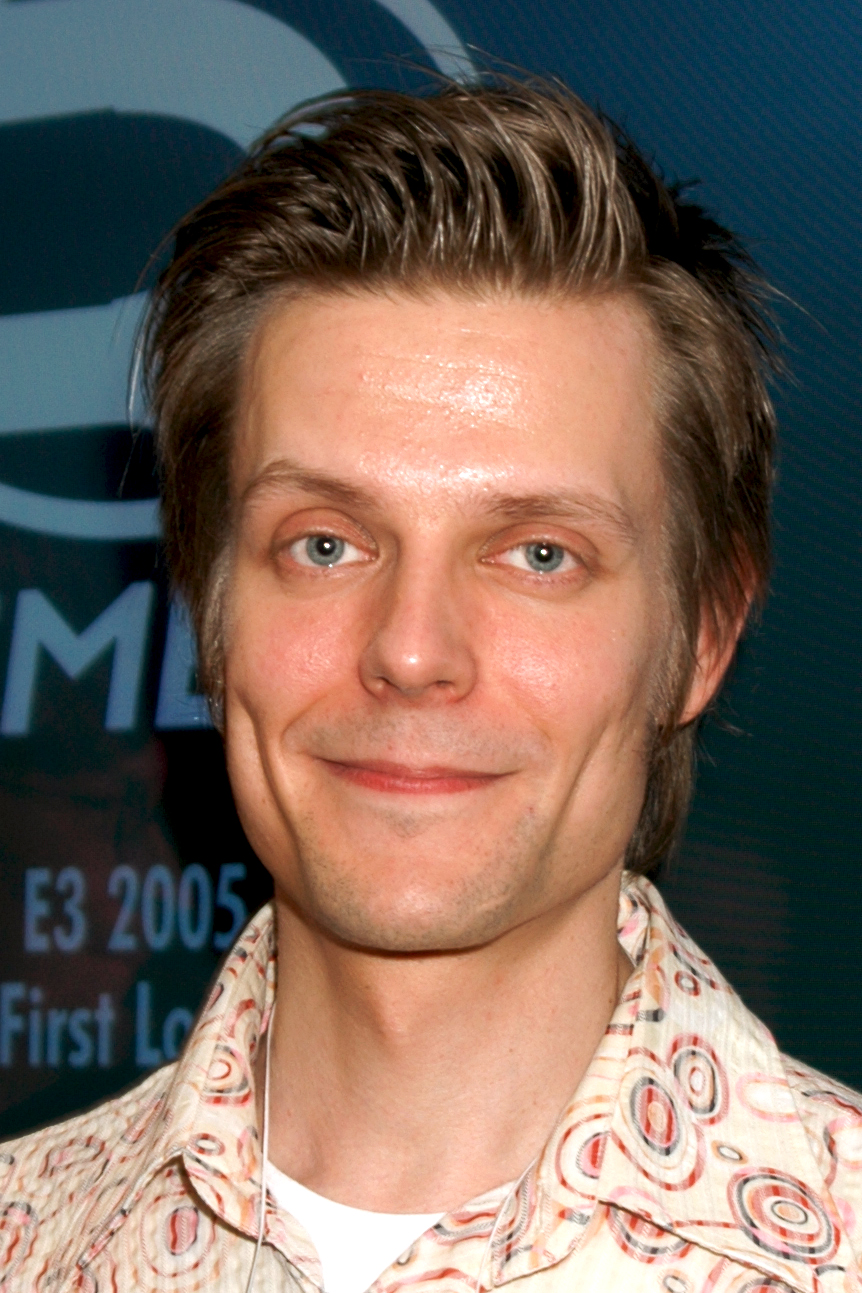
Сэм Лейк на E3 в 2005 году

### Alan Wake
После семилетней работы над серией Max Payne, ни Лейк, ни команда Remedy не могли долгое время прийти к однозначному видению следующего проекта. В итоге, из множества отброшенных идей Сэм создал «психологический боевик», выпущенный в 2010 году под названием Alan Wake, получивший множество наград и положительных отзывов как от критиков, так и от обычных игроков за своих персонажей и историю. Как впоследствии подмечал сам Лейк, была некая ирония в том, что команде, которая долгое время не могла определиться с концепцией проекта, стало в конце концов комфортно развивать задумку в условиях истории про писателя, который также долгое время не может начать работу над своей следующей книгой.
Лейк имеет роль-камео в игре, где он появляется во время вымышленного внутриигрового интервью в качестве гостя на ток-шоу. Когда интервью заканчивается, ведущий ток-шоу просит Лейка «сделать лицо», и в ответ Лейк подражает печально известному взгляду Макса Пэйна из оригинальной видеоигры Max Payne.
Сэм также поработал над двумя DLC к оригинальной игре и её интерквелом, Alan Wake’s American Nightmare, которая включала в себя некоторые из элементов, изначально запланированных для полноценного сиквела, отменённого в угоду Quantum Break.

### Quantum Break
Сразу же после анонса Quantum Break, Лейк обратился к фанатам, прокомментировав заморозку разработки сиквела Alan Wake. Наработки отменённой игры стали основной для Quantum Break, роль сценариста которой Лейк предпочёл на себя не брать.
Игра содержала массу отсылок на Alan Wake, более того, в игре присутствовал шуточный трейлер сиквела, в котором Лейк исполнил роль агента ФБР по имени Алекс Кейси, который, в свою очередь, являлся вымышленным персонажем, созданным Уэйком и представлял собой отсылку на Макса Пэйна, что и обусловило такую роль Сэма, внешность которого являлась прототипом для персонажа в оригинальной Max Payne.

### Control
Сэм Лейк в очередной раз выступил ведущим сценаристом проекта Remedy, создав мир игры Control. В ней же он представил концепцию объединённой вселенной игр студии, которая на данный момент включает в себя франшизы Control и Alan Wake.
Одна из песен в саундтреке игры была также написана Сэмом — «Sankarin Tango» композитора Петри Аланко и исполненная Мартти Суосало, который также исполнил роль уборщика Ахти в игре, рассказывает и напрямую отсылает к главным героям Alan Wake и Quantum Break, непосредственно Алану Уэйку и Джеку Джойсу.

### Alan Wake 2
Сиквел Alan Wake Сэм задумывал ещё во время создания первой части. К сожалению, проект пришлось отложить в долгий ящик.
Видеоигра про писателя обладала особой важностью для Лейка, поэтому в промежутках между созданием каждого из новых проектов студии Сэм с небольшой командой прорабатывал концепцию для новой потенциальной итерации. Вдобавок, оригинал оброс культом лояльных поклонников, поддержка которых помогла Лейку не сдаваться и продолжать питать надежду на продолжение. В конечном итоге, звёзды сошлись после выкупа студией Remedy издательских прав на серию у Microsoft в 2019 году — следом, в 2020 году вышло DLC «AWE» для Control, а в 5 октября 2021 года свет увидела Alan Wake Remastered, улучшенная версия оригинальной игры, адаптированная под современные игровые платформы. Всё это проложило дорогу для долгожданного анонса продолжения на The Game Awards 2021, на которой лично Лейк презентовал проект и сообщил, что игра будет первой попыткой студии в создании игры в жанре сурвайвл-хоррора.
25 мая 2023 года был представлен геймплейный трейлер Alan Wake 2, в котором было подтверждено исполнение Сэмом роли Алекса Кейси в игре, намеки на что появлялись ещё в Quantum Break. Персонаж был озвучен Джеймсом Маккэфри, который также озвучил Макса Пэйна, подтверждая связь персонажей. Релиз игры состоялся 27 октября 2023 года.

### Дальнейшая карьера
По состоянию на 2023 год Remedy был анонсирован ремейк первых двух частей серии Max Payne и сиквел Control. Обе игры предполагают участие Сэма Лейка, хотя на данный момент о самих проектах и о степени вовлечённости Лейка в них мало что известно.

## Работы
| Год  | Название                                            | Роли                                                                                    |
| ---- | --------------------------------------------------- | --------------------------------------------------------------------------------------- |
| 1996 | Death Rally                                         | сценарист                                                                               |
| 2001 | Max Payne                                           | сценарист, модель главного героя, креативный директор                                   |
| 2003 | Max Payne 2: The Fall of Max Payne                  | сценарист                                                                               |
| 2008 | Макс Пэйн                                           | консультант по сценарию                                                                 |
| 2010 | Alan Wake                                           | сценарист, концептуальный дизайнер, камео                                               |
| 2012 | Max Payne 3                                         | консультант по истории, персонажи (в титрах не указан)                                  |
| 2012 | Alan Wake's American Nightmare                      | сценарист, креативный директор                                                          |
| 2016 | Quantum Break                                       | креативный директор, исполнительный продюсер                                            |
| 2017 | Milla Marble and the Mystery of the Missing Grandma | автор книги                                                                             |
| 2019 | Control                                             | сценарист, автор идеи                                                                   |
| 2021 | Alan Wake Remastered                                | сценарист, креативный директор                                                          |
| 2023 | Alan Wake 2                                         | креативный директор, ведущий сценарист, модель и захват движения персонажа Алекса Кейси |
| 2026 | Max Payne 1&2 Remake                                | TBA                                                                                     |
| TBA  | Control 2                                           | TBA                                                                                     |